# Anna Jalving
Anna Jalving (* 1991) ist eine dänische Geigerin, die im Bereich der zeitgenössischen Musik arbeitet, aber auch als Improvisationsmusikerin tätig ist.

## Wirken
Jalving studierte an Det Jyske Musikkonservatorium in Aarhus und an der British Columbia Academy of Music in Vancouver. Während ihres Studiums, das sie 2016 abschloss, besuchte sie Kurse bei Geigern wie Saori Furukawa, Michelle Makarski, Robert Rozek und MoYi. 2018/19 absolvierte den Advanced Master in Contemporary Music beim Ictus und Spectra Ensemble in Belgien.
Jalving führte zahlreiche Werke der Neuen Musik auf; dabei arbeitete sie eng mit Komponisten wie Allan Gravgaard Madsen, Lil Lacy, Simon Steen-Andersen, Stefano Gervasoni, Philippe Hurel, David Helbich, Line Tjørnhøj, Karl Naëgelen, Jürg Frey, Fritz Hauser und Jeppe Ernst zusammen. Als Kammermusikerin wirkte sie in Ensembles und Orchestern wie Athelas Sinfonietta, Århus Sinfonietta, Scenatet, Nadar Ensemble, Down the Rabbit Hole, Spectra Ensemble, Ensemble intercontemporain und Ulysses Ensemble und trat bei internationalen Festivals wie dem SPOR Festival, Ars Musica, Manifeste, Ear to the Ground, Festival International d'Art Lyrique d'Aix-en-Provence, Ultima Festival auf.
Als Solistin bewegt Jalving sich im Grenzbereich zwischen klassischer, zeitgenössischer und improvisierter Musik. 2022 legte sie ihr Soloalbum Toile – Lyden af skjulte steder vor. Neben ihrer Tätigkeit als Solistin ist sie Gründerin des Konzert-/Installationskollektivs Duo und Mitglied des Pegasus Ensembles und des Quatuor Umlaut, mit dem sie mit Joris Rühl 2022 das Album Calques bei Umlaut Records veröffentlichte. Im selben Jahr erschien mit dem Ghost Trance Septet das Album Plays Anthony Braxton. Weiterhin ist sie ein aktives Vorstandsmitglied von Aarhus Unge Tonekunstnere (AUT), wo sie Konzerte und kulturelle Veranstaltungen organisiert.
Jalving gewann 2021 den Wettbewerb Young Performers on the Digital Stage des Divertimento Ensemble.